# Schloss Sulzburg

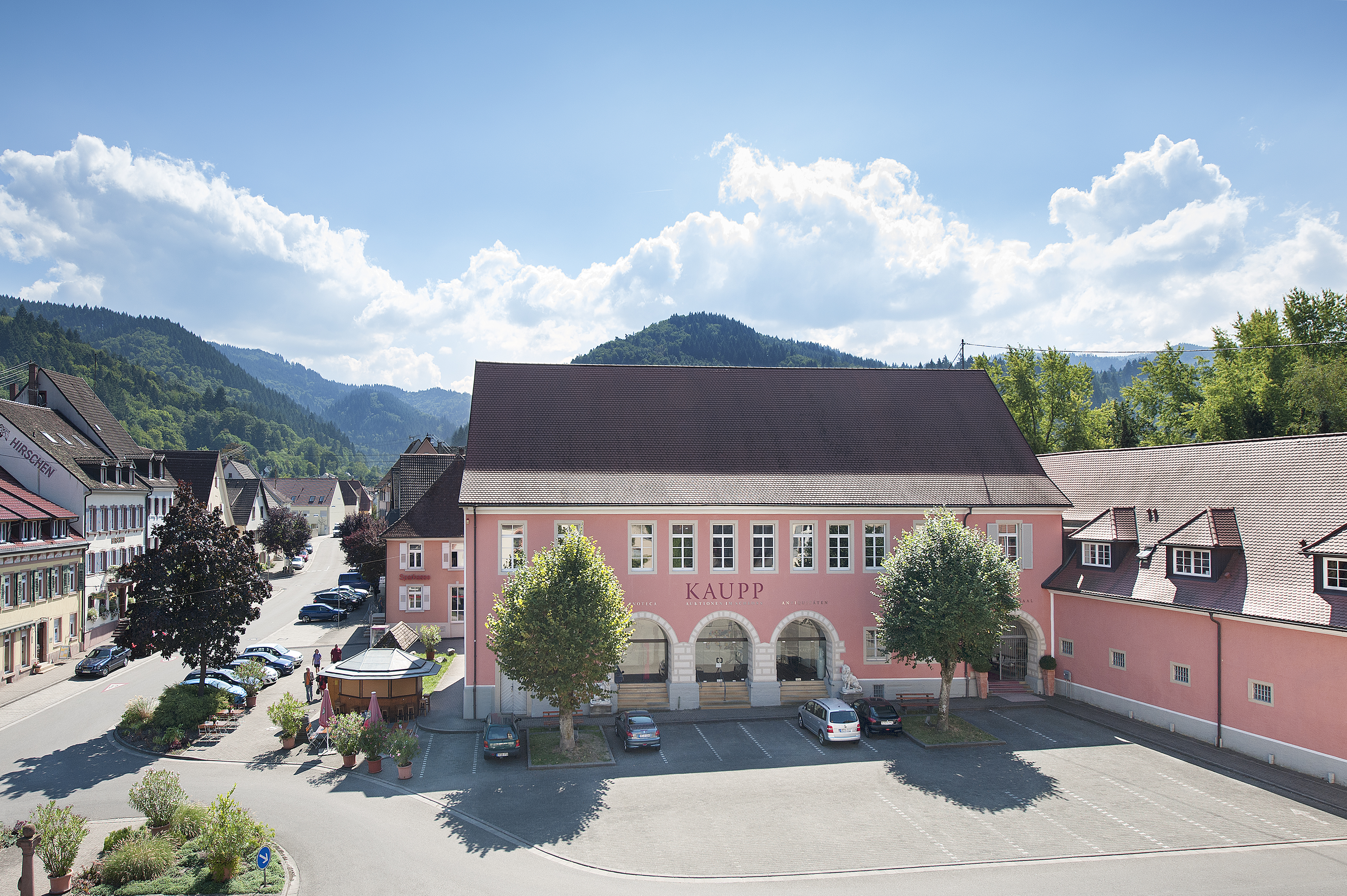
Schloss Sulzburg

Das Schloss Sulzburg ist der Bau des ehemaligen markgräflichen Schlosses in Sulzburg im Landkreis Breisgau-Hochschwarzwald im Südwesten von Baden-Württemberg. Der Bau wurde von Markgraf Ernst I. von Baden-Durlach 1515 beschlossen. Im Jahr 1527 wurde mit dem Bau begonnen. Das unter Markgraf Georg Friedrich von Baden-Durlach zu einer Residenzanlage erweiterte Schloss erfuhr im Dreißigjährigen Krieg sowie den französischen Reunionskriegen starke Zerstörungen. Der heute noch erhaltene Bereich des auch als Stadtschloss bezeichneten Komplexes, der Saal- und Marstallflügel, ist seit 1996 denkmalgeschützt. Seit 2004 wird der Saalbau als Kunstauktionshaus durch die Auktionshaus Kaupp GmbH genutzt.

## Lage

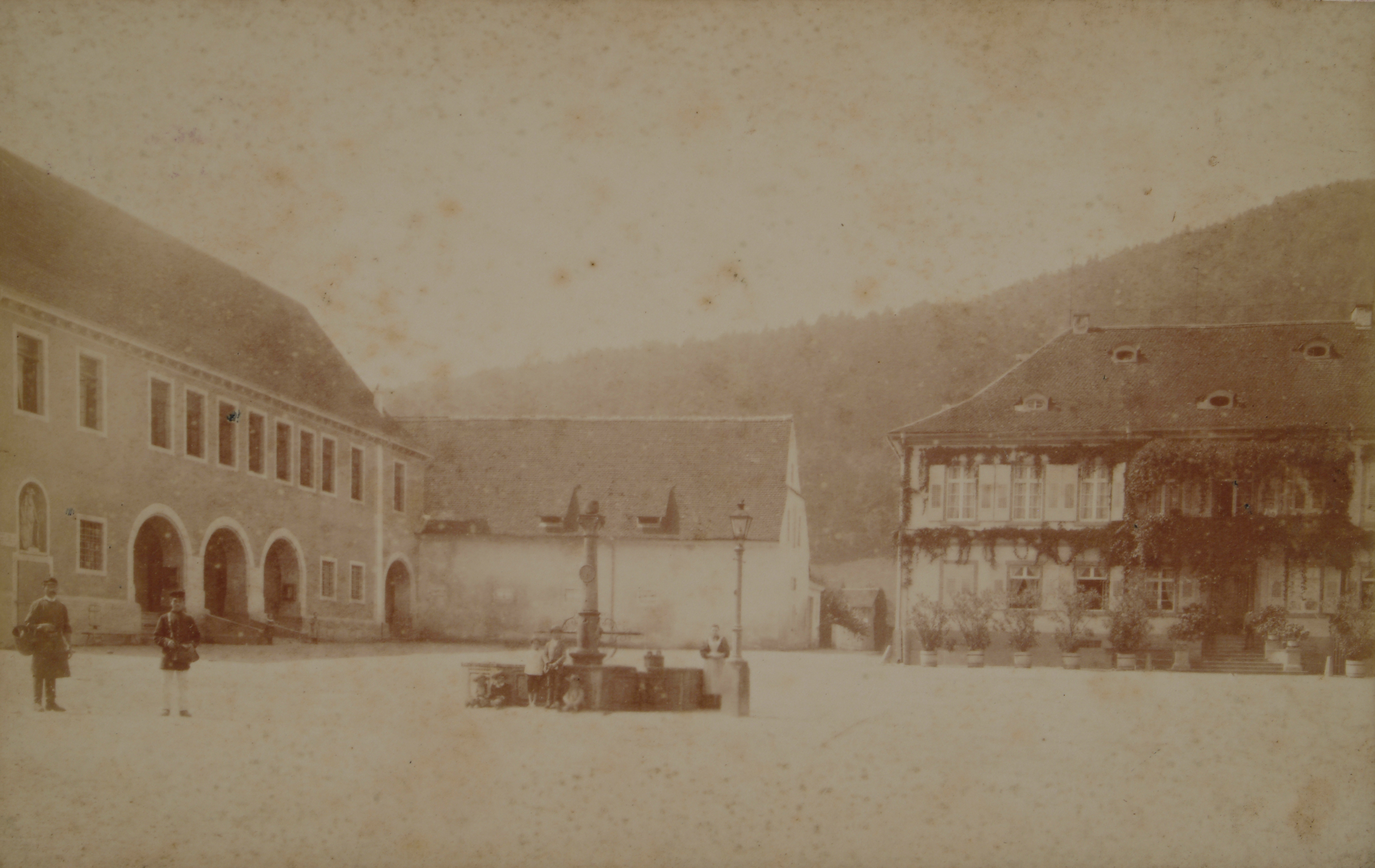
Schloss Sulzburg um 1900

Die Kleinstadt Sulzburg liegt im Markgräflerland, am Rande der Oberrheinebene. Dort befindet sich in der südlichen Ecke des Altstadtkerns, direkt am Marktplatz, der von dem einstigen Residenzschloss erhaltene T-förmig zueinander geordnete Saal- und Marstallbau. Die Hauptfassade des erhaltenen Saalbaus ist dem Marktplatz mit seinem oktogonalen Marktbrunnen von 1747 zugewandt. Die Ausdehnung des Residenzareals umfasste ursprünglich neben Saal- und Marstallbau auch das rückseitig gelegene und verlorene Ballhaus, die einstige Stadtkirche (1838 als Nachfolgebau der ehemaligen Schlosskirche entstanden, heute Landesbergbaumuseum), das heutige Rathaus und den dahinter befindlichen Schlossgarten (heute Kurpark, Mauerreste erhalten).

## Geschichte

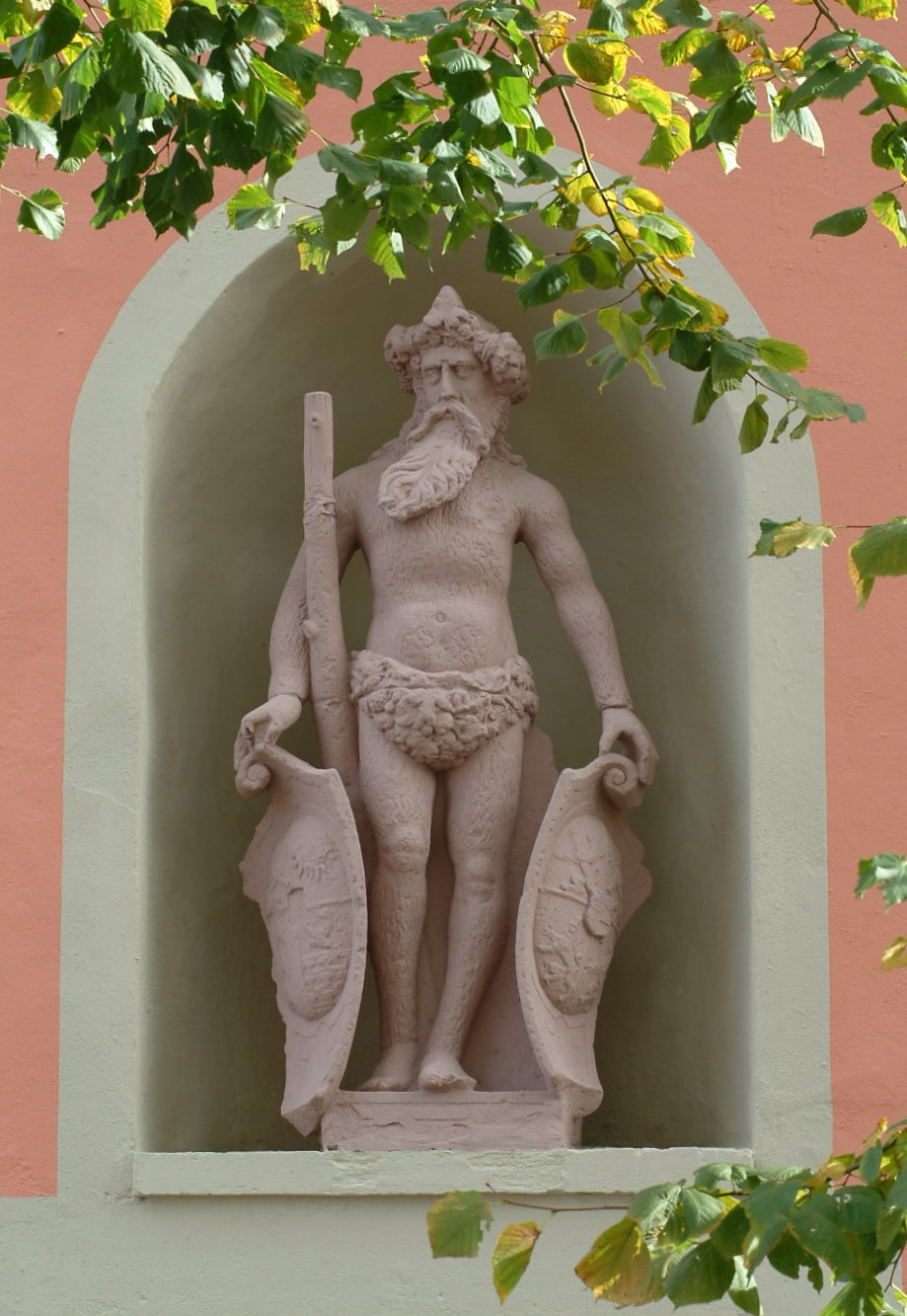
Der wilde Mann an der Fassade des Schlosses

Im Jahr 1527 wurde „auf dem Platz von vier gekauften Häusern“ durch Markgraf Ernst I. von Baden-Durlach, der 1515 beschlossen hatte seine Residenz nach Sulzburg zu verlegen, mit dem Bau des Schlosskomplexes begonnen. Nachdem Ernst I. durch Erbfolge die untere Markgrafschaft Baden-Durlach vermacht bekommen hatte und dadurch 1533 eine Verlegung seiner Residenz nach Pforzheim notwendig geworden war, wurde Sulzburg erst unter Markgraf Georg Friedrich zwischen 1599 und 1604 erneut Residenzstadt. In diesem Zusammenhang kam es zu einer deutlichen Vergrößerung der Anlage. Als Georg Friedrich zu Beginn des 17. Jahrhunderts seine Regierungsgeschäfte nach Durlach verlegte, blieb das Residenzschloss Sitz der markgräflichen Witwen und mehrerer adeliger Familien. Die in einer hofseitigen Fassadennische des Saalbaus befindliche Figur eines „Wilden Mannes“ zeugt noch heute mit den zwei Wappenschildern, die dem Markgrafen Georg Friedrich und seiner Frau Juliane Ursula Wild- und Rheingräfin zuzuweisen sind, von den Bautätigkeiten des Herrschers.
Nach den großzügigen Ausbauten durch Georg Friedrich erlebte die Residenz eine kurze, nur wenige Dezennien andauernde Blüte, ehe sie während des Dreißigjährigen Krieges schwer beschädigt und in den nachfolgenden Kriegen weitere verheerende Zerstörungen über sich ergehen lassen musste. Die Franzosen hatten im Winter 1677/78 zu Ende des Holländischen Krieges in Sulzburg ihr Winterquartier aufgeschlagen. Vermutlich während dieser Einnahme, wahrscheinlich beim Abzug, brannte das Schloss bis auf den rechten Flügel nieder.

## Baugeschichte

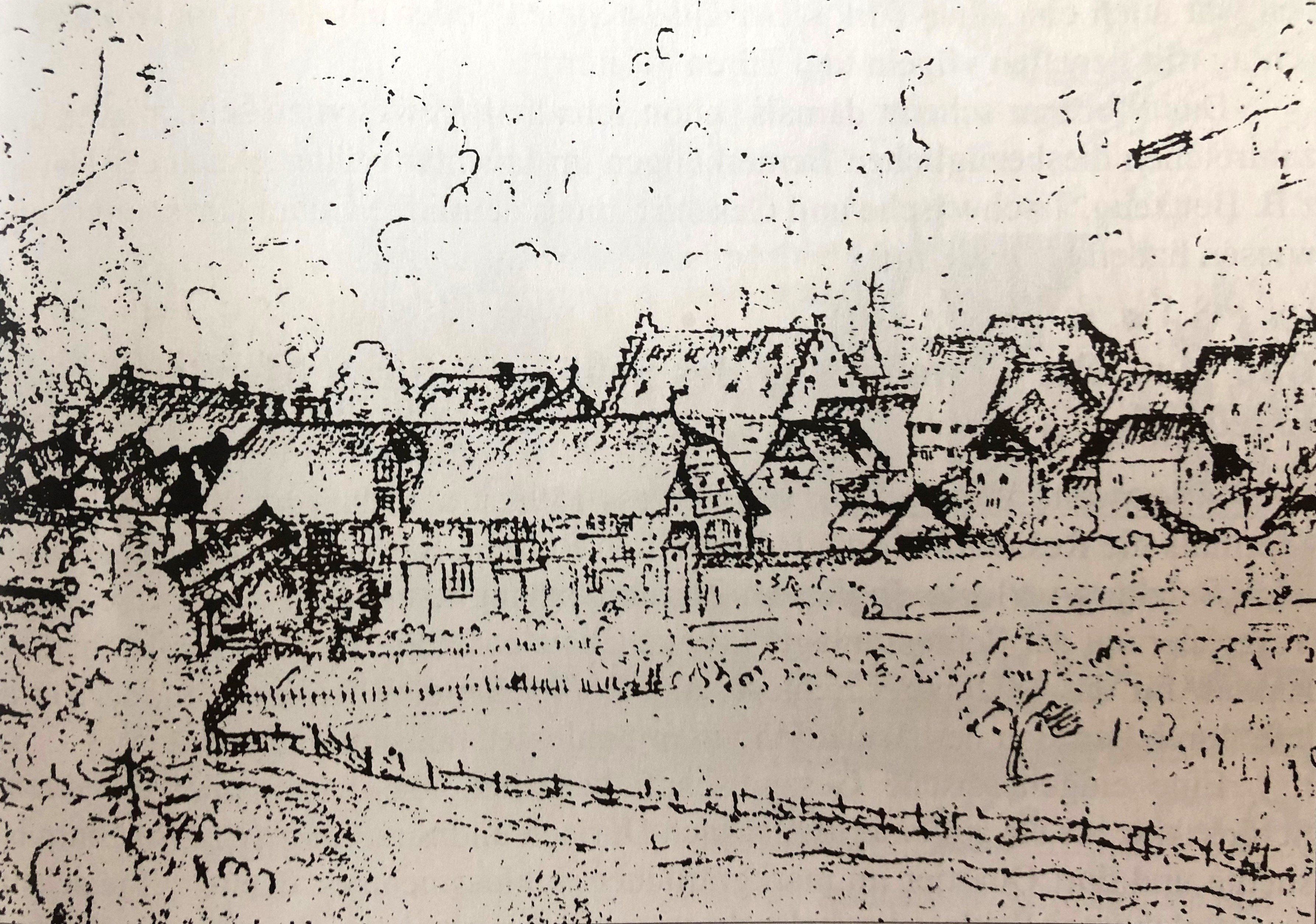
Hans Bock d. Ä., Stadtansicht Sulzburg, um 1580 (Detail)

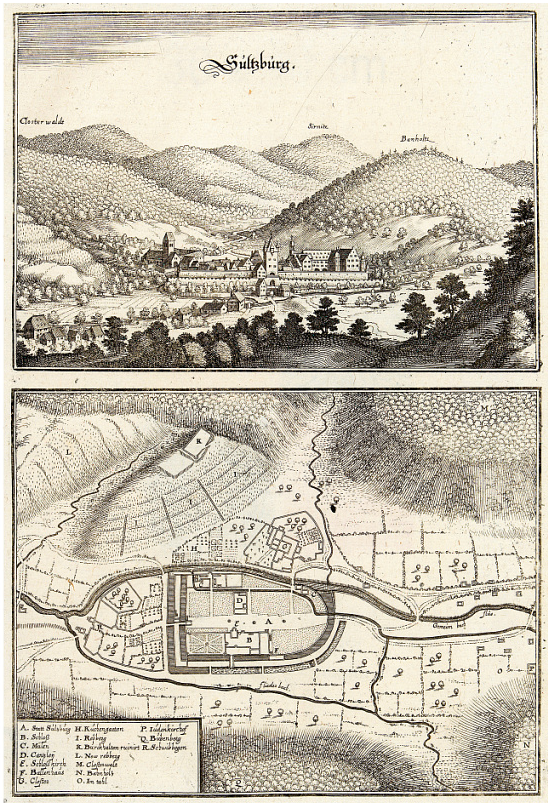
Matthäus Merian d. Ä., Sulzburg, 1643

Eine wohl zwischen 1565 und 1585 von Hans Bock d. Ä. angefertigte Stadtansicht Sulzburgs zeigt, dass es sich bei dem ältesten, unter Markgraf Ernst I. seit 1527 errichteten Schloss um einen langgestreckten Baukörper mit Krüppelwalmdach gehandelt haben muss. Der obere Gebäudeteil muss gemäß der Zeichnung aus Fachwerk bestanden haben. In einem Stich von Matthäus Merian d. Ä. aus dem Jahr 1643 ist dieser durch ein steinernes Geschoss, wahrscheinlich unter Markgraf Georg Friedrich, ersetzt. Merians Darstellung zeigt den heute noch erhaltenen zweigeschossigen Saalbau jedoch dreigeschossig. Dies ist wohl als ein Irrtum zu bezeichnen, denn noch „heute steht ja der nördliche Giebel mit seinen der Größe nach abgestuften Fenstern mit den ursprünglich gotischen Gewändern…“

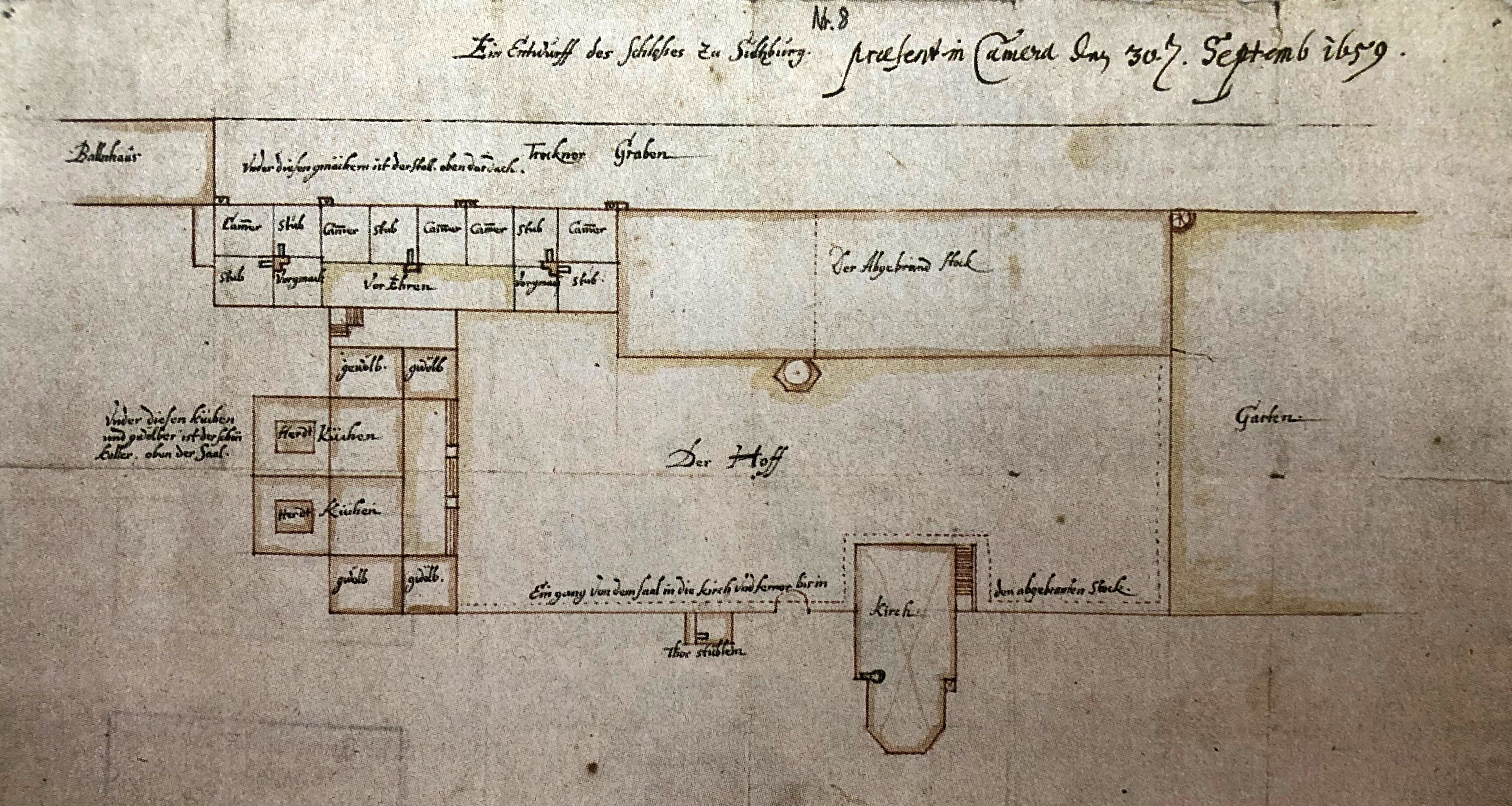
Johann Jakob Arhardt, Wiederaufbauplan für das Schloss, 1750

Vermutlich nach Beendigung der am Wohntrakt getätigten Veränderung, also zu Beginn des 17. Jahrhunderts, verwandelte Georg Friedrich seine Residenz in einen weitläufigen Schlosskomplex. Hierfür zog er wahrscheinlich Georg Ridinger, der im 16. Jahrhundert als „Margravischer bawmeister zu Durlach“ tätig war, heran. Auf der Süd- und Ostseite ließ Georg Friedrich drei Flügel hinzufügen: Einen Saalbau, ein Ballhaus und einen Dienerflügel. Gemäß der Zeichnung Merians scheinen diese Bauten aus Stein erbaut worden zu sein, mit Satteldächern und teils Staffelgiebeln. Am nördlichen Rand des Schlosshofes ließ Georg Friedrich 1600–1610 an der Stelle der einstigen gotischen Stadtkirche eine Schlosskirche erbauen, die in den gänzlich ummauerten Schlossbereich einbezogen und mit dem Wehrgang verbunden wurde. Weiter westlich ließ der Markgraf einen Garten mit Brunnen anlegen. Ein 1659 von Johann Jakob gezeichneter Grundriss, die älteste erhaltene Bauaufnahme des Schlosses, zeigt, dass sich der Schlosskomplex insgesamt mit einer Länge von 180 Metern bei einer Breite von 42 Metern in die Südwestanlage der Stadt einfügte. Der Residenzpark nahm dabei die westliche Hälfte des Komplexes ein. „Das eigentliche Schloß, ein dreigeschossiger Bau von 60 Metern Länge, bei 16,5 Metern Breite, stand mit seiner Längsfront im Zuge der mittelalterlichen Stadtmauer; an seiner Außenseite klebte ein runder „Schnegg“. An die stadtseitige nördliche Längsfront war ein größerer Treppenturm angefügt, der mit fünf Seiten des Sechseckes vor die Flucht vorsprang.“ Auf Jakobs Grundriss erkennt man das zur Zeit seiner Zeichnung bereits abgebrannte langgestreckte Hauptgebäude. An dieses östlich anschließend ist das heute noch erhaltene Marstallgebäude – ebenfalls eine langgestreckte Konstruktion – dargestellt. Ein weiterer Plan aus dem 17. Jahrhundert des Durlacher Stadtbaumeisters Johann Jakob Arhardt zeigt, dass dieser Bau in der Parterre als Marstall genutzt wurde, während im Obergeschoss fürstliche Gemächer, bestehend aus „Camer, Stub, Vorgemach“ und einen großen „Vor Ehren“, d. h. einem Vorraum, untergebracht waren. An den „Vor Ehren“ schloss sich rechtwinklig der Küchen- und Saalbau an.

## Nachgeschichte
Obwohl man umfangreiche Planungen anstellte, die stark beschädigte Residenz wieder aufzubauen, beschränkten sich die Bautätigkeiten jedoch im Wesentlichen auf Instandhaltungsmaßnahmen und Ausbesserungen im Saal-, Küchen- und Kellerbereich. Ein von Johann Garny 1789/90 gezeichneter Stadtgrundriss zeigt, dass das Gelände, auf dem einst die Reste des ältesten Schlossflügels standen, zu einer geometrisch angelegten Grünanlage eingeebnet worden war. Zwischen 1833 und 1835 ließ der Weinhändler C.F. Sexauer auf der Grünfläche ein Weingut errichten. Das Gebäude, das sich in Struktur und Anlagen noch weitgehend erhalten hat, wurde 1960 von der Stadt erworben und dient heute als Rathaus.
Der Saal- und Marstallbau, die einzigen noch vorhandenen Bauten des Schlossareals, gingen 1834 an die Gemeinde Sulzburg über, „welche dahin die Stadtregierungskanzlei, das Archiv und das Wachtlokal verlegte“.

## Der Saalbau

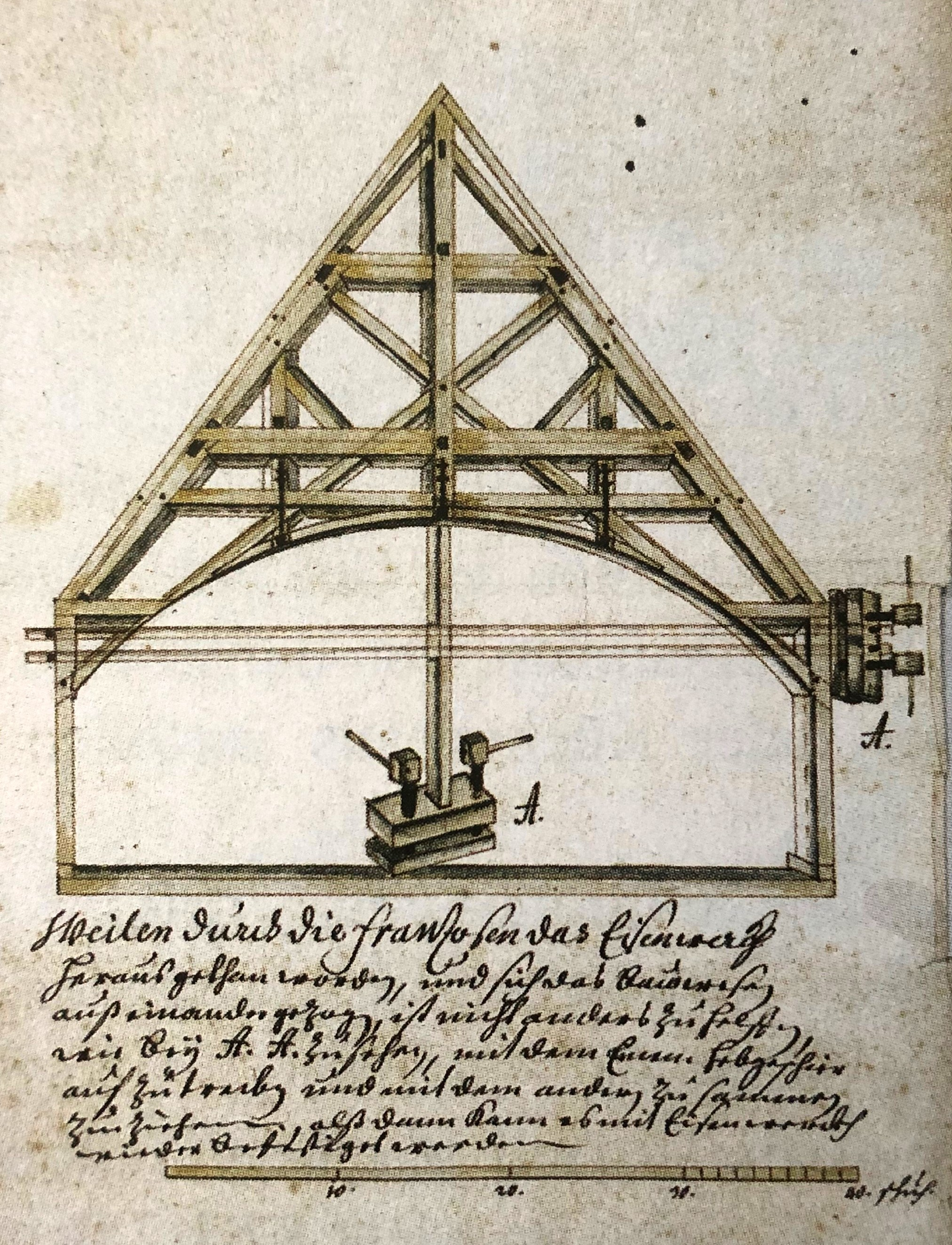
Reparaturvorschlag für den seiner Zuganker beraubten Dachstuhl über dem Küchen- und Saalbau, frühes 18. Jh.

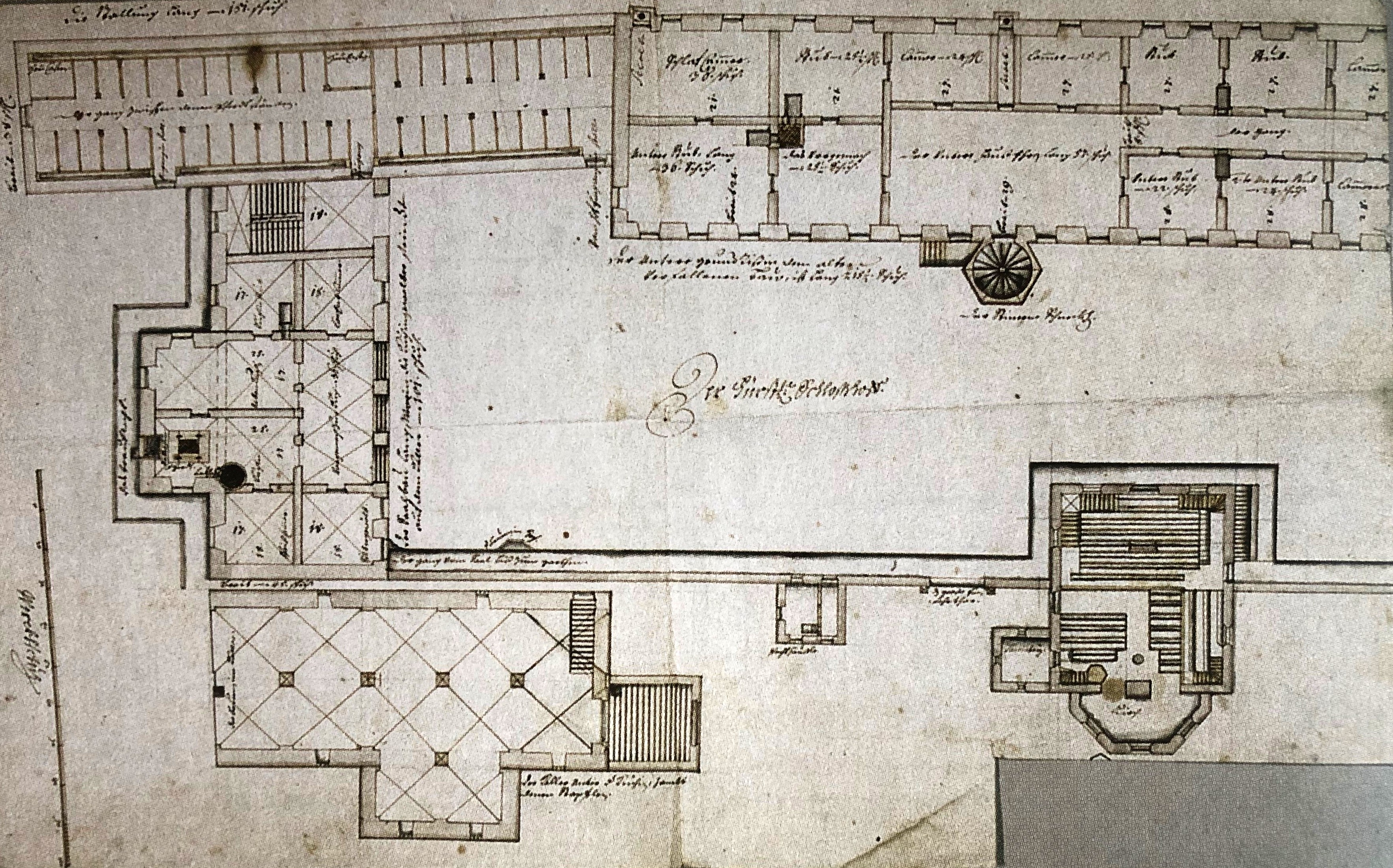
Anthony Schatz, Wiederaufbauplan Schloss Sulzburg, 1750

Bei dem massiv erbauten Erdgeschoss des Saalbaus, das über einem großen, zweischiffigen Weinkeller errichtet wurde, handelt es sich um eine weite Pfeilerhalle mit sechs Kreuzgratgewölben, die sich in drei Arkaden zum damaligen Schlosshof – dem heutigen Marktplatz – hin öffnet. Die Pfeiler sind mit Randschlag und Spiegeln versehen. Das Parterre wurde zur Zeit der Markgrafen als Küche verwendet. In dem sich darüber befindlichen einzigen Obergeschoss, das in Fachwerk errichtet war, lag der große Festsaal, der heute in Einzelräume unterteilt ist. Über eine doppelläufige Treppe, die sich am Südende des Saales befand, erschloss sich ein Vestibül. Der eigentliche Saal besaß eine gewölbte Decke und hatte einst die beachtenswerten Maße von mindestens 22 Metern Länge und 12,50 Metern Breite. Vermutlich von Baumeister Georg Ridinger, wurde die damals seltene Konstruktion einer Segmenttonne aus Holz gewählt, die an Hängebalken im Dachstuhl befestigt war. Diese Dachkonstruktion war aufgrund von Plünderungen der eisernen Zuganker jedoch bereits zu Beginn des 18. Jahrhunderts baufällig geworden. Mittels Heb- und Zuggeschirren versuchte man dieses zu reparieren, wie eine sorgfältig angefertigte Zeichnung überliefert.
Ein im April 1690 veröffentlichtes Protokoll über den baulichen Zustand der Schlossanlage nach den ersten Zerstörungen im Dreißigjährigen Krieg war noch die Rede von einem prunkvollen Raum „welcher mit Gips und Gold geziert gewest“, aber nun teilweise zerschlagen war.
Im 18. Jahrhundert zeichnete der Emmendinger Architekt Anthony Schatz insgesamt vier Entwürfe zur Wiederherrichtung des Schlosses. Ein Entwurf präsentiert eine Aufteilung des Saals in neun unterschiedlich große Räume, wobei besonderer Wert darauf gelegt wurde, dass die meisten Räume beheizbar sein sollten. Umgesetzt wurde dieses Projekt jedoch nicht.
Die von dem Architekten P.K. Rittershausen 1939 angefertigten Entwürfe sahen vor, im einstigen Saal- bzw. Küchenbau das Rathaus und einen Festsaal einzurichten. Im Parterre waren neben Räumlichkeiten für den Bürgermeister und den Ratsschreiber, ein Kassenraum, eine Bibliothek, ein Archiv sowie ein Trauzimmer geplant. Über eine hinter drei Arkaden befindliche „Ehrenhalle“ sollte man die Publikumshalle, die alle übrigen Räumlichkeiten erschließt, betreten können. Der im Obergeschoss befindliche Festsaal sollte mit einer Veranstaltungsbühne versehen werden. Wohl der Ausbruch des Zweiten Weltkrieges und die damit verbundenen wirtschaftlichen Schwierigkeiten waren es, die diesen Umbau der verbliebenen Schlossflügel zum Rathaus Sulzburgs verhinderten.
Nach dem Krieg diente der Saalbau als Sparkassenfiliale, Tagespflegestätte und provisorisches Rathaus. Der Keller wurde als Lager und auch als Festraum für Vereine, für Weinfeste und sonstige Volksfeste genutzt. Bis zum Zeitpunkt der Renovierungs- und Sanierungsarbeiten war der „Arkaden-Kultur-Verein“ im Festsaal – dem heutigen Auktionssaal – aktiv tätig.
Nach aufwendiger denkmalgerechter Instandsetzung und Modernisierung durch den Architekten Claus Hofmann und in Zusammenarbeit mit den Geschäftsführern der Auktionshaus Kaupp GmbH, Karlheinz Kaupp und Melanie Edelbruch, zog 2004 das Kunstauktionshaus in den Saalbau ein.

## Das Auktionshaus
Das als Kulturdenkmal geltende Gebäude des Saalbaus wird seit 2004 von der Auktionshaus Kaupp GmbH genutzt. Im Jahr 2009 erwarb Karlheinz Kaupp, Geschäftsführer des Auktionshauses, den Saalbau. Der frühere Festsaal, der heute noch immer um die 150 Quadratmetern misst, dient als Auktionssaal.

## Das Ballhaus

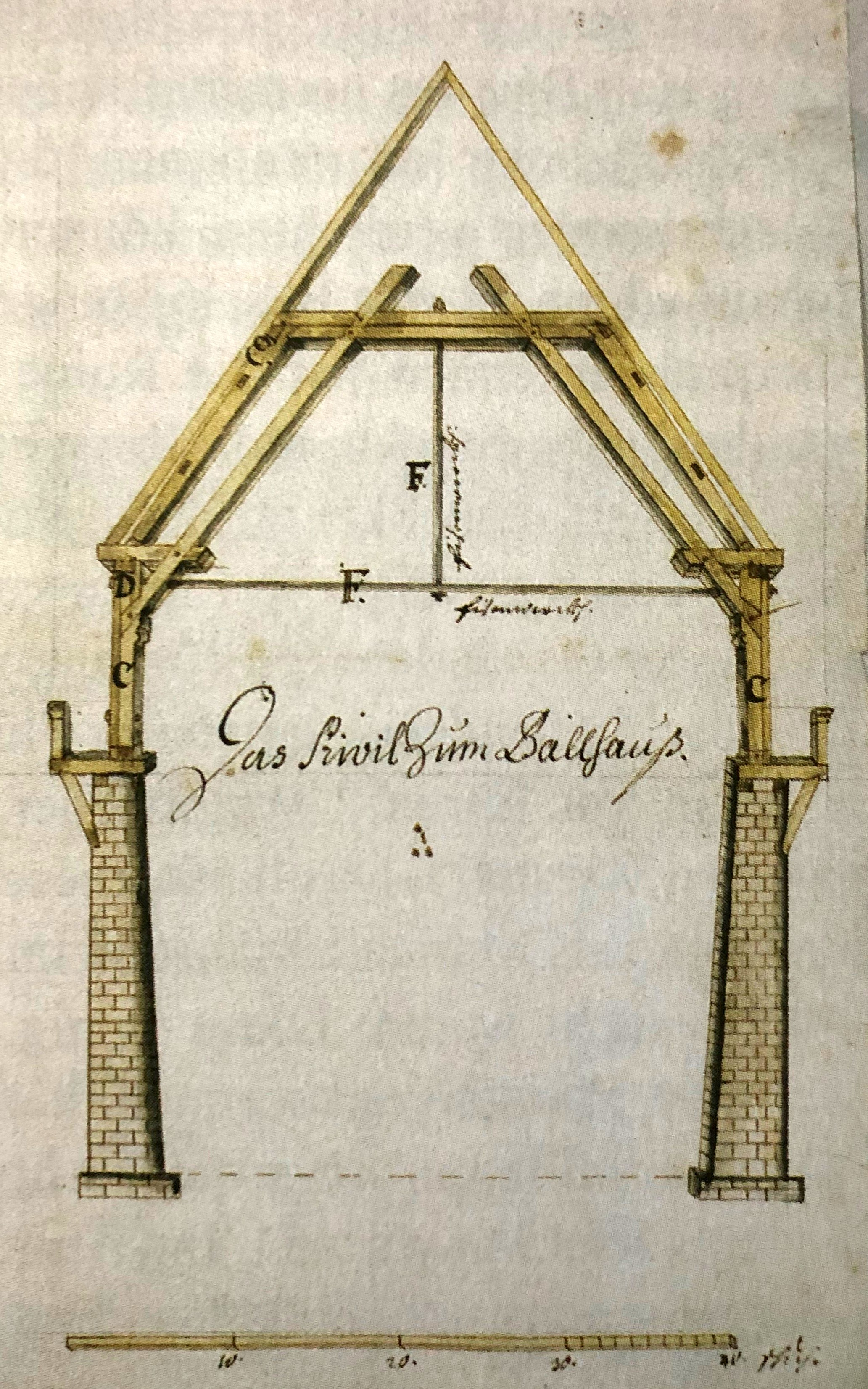
Schnitt durch das Ballhaus mit durch Zuganker gehaltenen Dachstuhl, 1720

Das einstmals östlich des Marstalls vorgelagerte Ballhaus ist durch einen Schnitt und einen Grundriss aus dem Jahre 1720 gut überliefert. Abgedeckt durch ein Walmdach, handelte es sich um einen sich in die Länge erstreckenden rechteckigen Baukörper ohne jede innere Unterteilung. „Über die Seitenwände mit Kniestock erhob sich das aus sechs Bundachsen bestehende weit gespannte Dach, ein Hängewerk, das wegen der großen Spannweite von etwa 40 Fuß durch- und Hängeanker aus Eisenwerk zusammengehalten war“. Auf der Höhe des Kniestocks befand sich ein umlaufender Gang für Zuschauer.
Auch das Ballhaus blieb von den Kriegen im 17. Jahrhundert nicht verschont. Zwar gab es im 18. Jahrhundert Pläne, das Gebäude in ein Lager umbauen zu lassen, ob dies jedoch geschah ist nicht belegt. Im Jahr 1922 wurde das Ballhaus komplett abgerissen, wobei man Abbruchmaterial für den Wohnungseinbau im Marstallflügel benutzte.